# Mundo Brasero
Mundo Brasero és un programa de televisió espanyol presentadora pel periodista i home del temps Roberto Brasero. L'espai està produït per Antena 3 Noticias i s'emet a Antena 3 des del 8 de maig de 2022. A més comptarà amb la participació de Adriana Abenia, Jalis de la Serna, Patricia Pérez, Rafa Maza, Flipy i Beatriz Toribio. El programa va ser cancel·lat sense previ avís nou setmanes després després de les seves discretes dades d'audiència sense poder acomiadar-se.

## Format
Mundo Brasero estarà molt centrat en les qüestions socials, prestava una àmplia cobertura a les temàtiques vinculades al consum, la salut, l'economia o la naturalesa, entre d'altres. Una de les seves seccions estarà dedicada a l'Espanya buidada. Cada setmana un personatge conegut, vinculat a l'Espanya buidada, servia com a guia per a un recorregut per l'arquitectura, les gents o les tradicions de cada lloc al qual pertany.
Quant a l'apartat de Consum, Patricia Pérez se centrava en les qüestions relacionades amb la salut i el benestar, amb especial atenció als sectors primaris i a com s'elaboren els productes que consumim.
Beatriz Toribio, per part seva, aprofundia en els temes vinculats als consums energètics, a l'habitatge i a la cistella de la compra, proporcionant també claus i trucs per a l'estalvi.
Jalis de la Serna s'encarregava de “La Denuncia”, una secció amb reportatges sobre diferents temàtiques. Operacions policials contra productes il·legals o falsificacions, “atemptats” urbanístics, conflictes socials i veïnals… seran algunes de les temàtiques que abordarà.
Amb “Eres un fenómeno si sabes…”, Adriana Abenia plantejava diverses preguntes amb temes d'actualitat a manera de concurs, interactuant tant amb el públic del programa a través de les xarxes socials com amb els altres col·laboradors.
A “Mundo Fabiolo” l'actor Rafa Maza comentava els moments més destacats d'altres programes de ràdio i televisió així com els titulars de premsa, mentre que Flipy demostrarà que la ciència pot divulgar-se d'una manera didàctica i divertida.

## Equip del programa
| Presentador       | Professió                   | Durada |
| ----------------- | --------------------------- | ------ |
| Roberto Brasero   | Periodista i home del temps | 2022   |
| Adriana Abenia    | Presentadora i actriu       | 2022   |
| Jalis de la Serna | Periodista                  | 2022   |
| Beatriz Robles    | Nutricionista               | 2022   |
| Eriz Cerezo       | Reporter                    | 2022   |
| Jorge Limia       | Reporter                    | 2022   |
| Alicia Plaza      | Reportera                   | 2022   |
| Carmen Alfaro     | Reportera                   | 2022   |

## Temporades i audiències

### Temporada 1 (2022)
| 1 | 8 de maig de 2022   | 780 000 (7,3%) |
| 2 | 15 de maig de 2022  | 706 000 (6,8%) |
| 3 | 22 de maig de 2022  | 743 000 (7,4%) |
| 4 | 29 de maig de 2022  | 642 000 (6,1%) |
| 5 | 5 de juny de 2022   | 755 000 (7,9%) |
| 6 | 12 de juny de 2022  | 750 000 (7,5%) |
| 7 | 19 de juny de 2022  | 687 000 (6,9%) |
| 8 | 27 de juny de 2022  | 633 000 (7,0%) |
| 9 | 3 de juliol de 2022 | 655 000 (7,1%) |

### Mundo Brasero: Temporades
| Edició                           | Data | Programes | Cadena   | Audiència      |
| -------------------------------- | ---- | --------- | -------- | -------------- |
| Mundo Brasero: Primera temporada | 2022 | 9         | Antena 3 | 706 000 (7,1%) |